# Vassili Kolpakov
Vassili Kolpakov (en russe : Василий Ефимович Колпаков), né le 3 avril 1919 et mort en 1983, est un joueur soviétique de basket-ball.

## Palmarès
- Champion d'Europe 1947 et 1951